# Centres de détention de migrants en Libye
Les centres de détention de migrants en Libye désignent un ensemble de lieux, officiels ou clandestins, dans lesquels sont retenus des migrants, des demandeurs d’asile et des réfugiés en transit vers l’Europe.
Souvent surpeuplés et placés sous le contrôle d’acteurs étatiques ou de milices armées, ces centres font régulièrement l’objet de dénonciations de la part d’organisations internationales, en raison des graves violations des droits humains qui y sont perpétrées : torture, travail forcé, violences sexuelles, extorsion, exécutions extrajudiciaires, et traite des êtres humains.
Selon plusieurs observateurs et organisations internationales, les partenariats établis entre l'Union européenne, et les autorités libyennes pour lutter contre l'immigration clandestine, ont indirectement favorisé l'émergence et le développement de ce système de détention.
En dépit alertes constantes de l'ONU, de l'OIM et du HCR, les conditions de vie dans ces centres demeurent largement inhumaines.

## Contexte

### La Libye, pays de destination et de transit pour les migrants africains
La Libye, riche en ressources, notamment pétrolières, avec l’un des PIB par habitant les plus élevés du continent et une faible densité de population, constitue dans les années 1990 une destination attractive pour les migrants venus d'Afrique subsaharienne. L’immigration y est alors relativement aisée pour les ressortissants du Maghreb, du Machrek et d'Afrique subsaharienne puisque ceux-ci n'ont pas besoin de visa pour y entrer. On estime qu'environ 1,5 million de migrants se trouvent en Libye dans les années 2000.
Au cours de la même décennie, le pays devient également un point de transit majeur vers l’Europe via la route méditerranéenne centrale. La révolution libyenne de 2011, le chaos politique qui s'ensuit et l'explosion des flux migratoires au départ d'Afrique à partir de 2013 voient le pays devenir par la suite le principal point de départ des migrants vers les côtes italiennes.
En 2024, les autorités libyennes affirment que 2,5 millions de migrants - dont 70 % à 80 % seraient en situation irrégulière - se trouvent sur son sol, alors que le pays compte 7 millions d'habitants. L'ONU, de son côté, estime le nombre de migrants à plus de 706 000 personnes. Cette même année, 200 000 migrants franchissent la Méditerranée depuis les rivages d'Afrique du Nord,.

### Sous Kadhafi, une évolution de la politique migratoire vers la répression

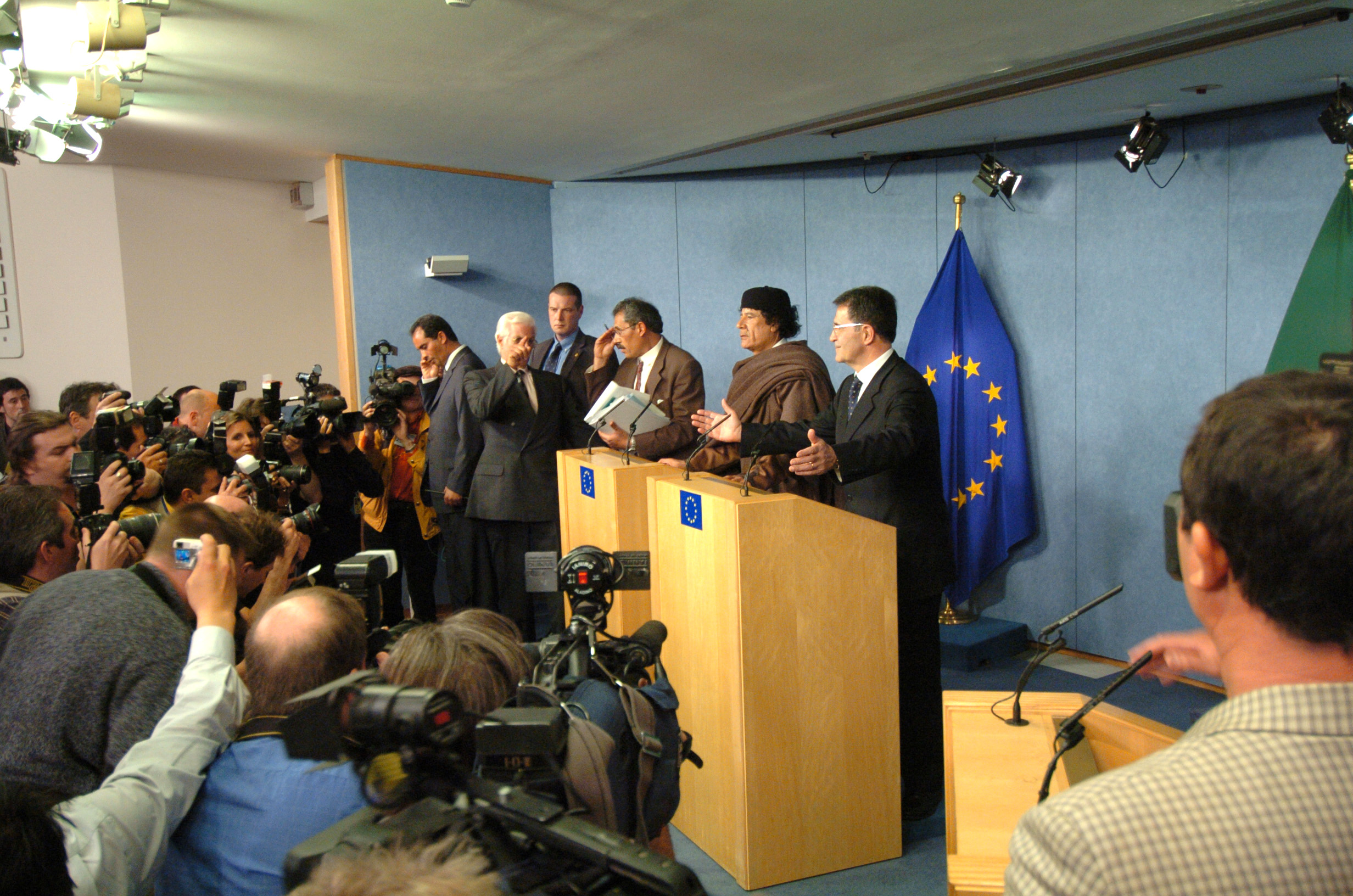
Visite de Mouammar Kadhafi à la Commission européenne en avril 2004. Dans les mois suivants, l'Italie, l'Union européenne et la Libye se rapprochent pour coordonner leur lutte contre l'immigration clandestine à destination de l'Europe.

La position des autorités libyennes à l'égard de l'immigration évolue à partir des années 1990, passant d'une forme d'ouverture relative vers une politique de plus en plus répressive, notamment dans le cadre d'une coopération croissante avec l'Union européenne (UE).
Durant les années 1990, la Lybie encourage l'immigration de travail en provenance d'Afrique subsaharienne dans le prolongement de la politique panafricaine de Mouammar Kadhafi,. La création en 1998 de la Communauté des États sahélo-sahariens, qui instaure une liberté de circulation des personnes entre États membres, facilite notamment les flux migratoires à destination de Libye.
Pour autant, cette politique demeure sélective. L'immigration clandestine, ainsi que celle en provenance de certains pays comme le Soudan et la Palestine, fait l'objet d'expulsions massives et de mesures répressives au cours de la période. Le droit libyen érige en infractions pénales l'entrée et le séjour irréguliers dans le pays, passibles notamment de peines d'emprisonnement.
Par ailleurs, la Libye persiste à ne pas ratifier la Convention relative au statut des réfugiés de 1951, ce qui l’exonère notamment du principe de non-refoulement et de la reconnaissance légale du statut de réfugié.
À partir des années 2000, la Libye adopte une politique de fermeté à l'égard des flux migratoires réguliers, et instaure notamment en 2004 un quota annuel de 46 000 entrées. Ce tournant intervient au moment où la Libye, longtemps mise au ban de la scène internationale, amorce un rapprochement avec l'UE. Celle-ci cherche alors, selon certains observateurs, à « externaliser » la gestion des réfugiés aux pays de transit ou de départ comme le Maroc, l'Algérie, la Mauritanie et la Libye,.
En 2004, le Président du conseil des ministres italien, Silvio Berlusconi, se rend en Libye pour rencontrer Mouammar Kadhafi dans l'objectif de freiner l'arrivée d'immigrés clandestins en Italie,. Ces accords donnent lieu à la fourniture par l'UE d'équipements et de financements destinés à aider la Libye à contrôler ses frontières.
Ce changement politique se concrétise par plusieurs mesures de lutte contre l’immigration, qu’elle soit régulière ou irrégulière. Selon les données officielles reprises par Human Rights Watch, plus de 145 000 migrants sont rapatriés dans leurs pays d'origine entre 2003 et 2005,. En janvier 2007, la Libye rétablit l'obligation de détenir un visa d'entrée pour tous les étrangers, sans exception.

## Historique

### Premiers camps de détention sous Mouammar Kadhafi (années 2000)

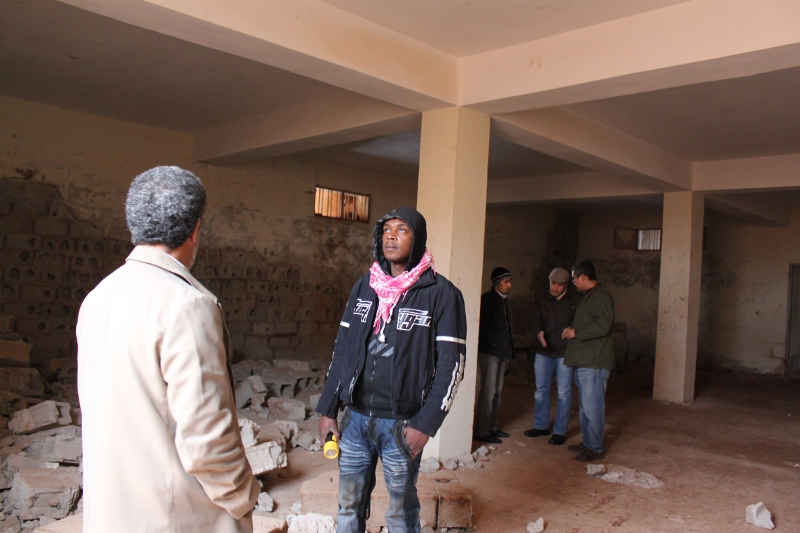
Photographie d'une prison secrète libyenne prise le 26 février 2011.

Les premiers centres de détention de migrants en Libye remontent à l'année 2000. Appelés en anglais holding centers, ils ont pour objectif déclaré d'empêcher les migrants présents en Libye de poursuivre leur route vers l'Europe et de les retenir en attente de leur expulsion vers leurs pays d'origine.
Leur nombre et leur localisation ne font pas l'objet d'un recensement public. Les ONG et institutions mondiales ont accès à certains de ces centres, quoique difficilement. D'autres sites leurs sont connus, notamment via des témoignages de migrants y ayant été détenus.
En juin 2009, Human Rights Watch recense plusieurs centres de détention à Koufra, dans le sud-est de la Libye, à Tripoli, à Towisha, à proximité de l'aéroport de Tripoli, et dans le nord-iuest du pays sur la côte où se trouvent notamment les centres de Zaouïa (Al-Zawiyah), de Misrata, de Zouara, de Zliten, de Sabratha et de Ganfuda à Benghazi. L'ONG signale également l'existence à Koufra de centres clandestins tenus par des réseaux criminels de passeurs, parfois avec la complicité des autorités.
Ces centres de détention voient leur importance croître avec le développement des flux migratoires dans les années 2000, alors que la Libye devient l'un des principaux points de départ vers l'Europe. Parallèlement, la Libye se rapproche de l'Union européenne et de l'Italie. Les deux pays signent en août 2008 un traité renforçant leur coopération en matière de lutte contre l'immigration clandestine, notamment en mer,, Les centres de détention libyens accueillent les migrants interceptés en mer par les garde-côtes libyens.

### Premières alertes des ONG (à partir de 2006)
Au cours des années 2000, plusieurs ONG cherchent à alerter l'opinion publique internationale sur la situation des migrants détenus dans ces centres dans l'attente de leur expulsion.
Dès 2006, l'ONG Human Rights Watch dénonce la surpopulation carcérale, les mauvais traitements et les violences physiques infligées aux détenus, ainsi que l'impossibilité pour eux de consulter un avocat. En 2008, l'ONG Amnesty International évoque le centre de Zaouïa, où se trouvent détenus 500 migrants érythréens dans le pays, victimes de torture et de mauvais traitements. En 2009, l'ONG visite un centre de détention à Misrata, où sont retenues dans des conditions déplorables 600 à 700 personnes.
En 2010, Amnesty International alerte à nouveau sur les conditions de détention illimitée que risquent les réfugiés dans le pays, dans un contexte marqué cette année-là par la fin des activités du Haut commissariat aux réfugiés en Libye sur ordre des autorités,.

### Après 2011: création d'un système officieux de détention et augmentation des flux migratoires
Après la chute du régime de Mouammar Kadhafi en 2011, les prisons, les centres de détention des migrants et le contrôle des routes de migrations tombent aux mains de milices et de groupes armées. Ces deniers utilisent certains centres pour y détenir des Africains noirs de peau et des migrants originaires d'Afrique subsaharienne, accusés d'avoir soutenu la dictature,.
En septembre 2011, l'ONG Human Rights Watch rapporte avoir visité 20 centres de détention à Tripoli, supervisés par des milices agissant sous l'autorité du Conseil national de transition libyen. Ces centres accueillent des migrants ainsi que des personnes soupçonnées d'avoir soutenu le régime de Mouammar Kadhafi. L'ONG fait état de mauvais traitements, de cas de torture et de travail forcé.
La guerre et l'effondrement du régime favorisent temporairement les flux migratoires en transit par la Libye. Outre les réfugiés libyens fuyant les conflits, se trouvent de nombreux migrants. Dans ce contexte, les réseaux de passeurs se développent rapidement, profitant de l’instabilité et de l’absence de contrôle centralisé.
Un service ministériel rattaché au ministre de l'Intérieur, la Direction générale de lutte contre la migration illégale (DCIM), est créé en 2012. Sa mission consiste notamment pour mission de superviser les conditions de détention et intégrer les centres de détention indépendants au système étatique,.

### Intensification des flux migratoires en Libye à partir de 2013

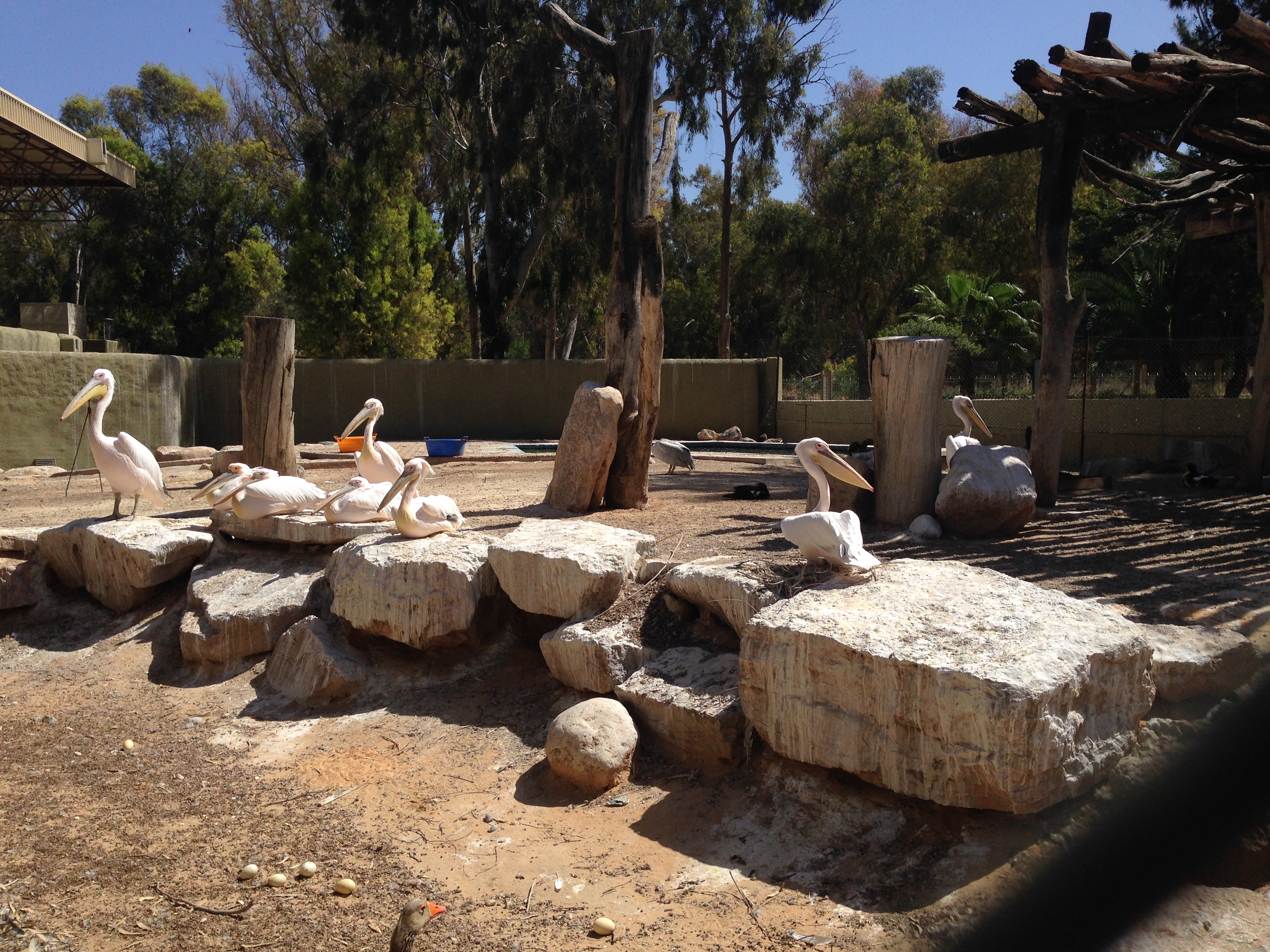
Le zoo de Tripoli, fermé après la révolution libyenne de 2011, est transformé en centre de détention pour migrants à partir de 2013

À partir du premier semestre 2013, le nombre d'arrivées de migrants en Libye, ainsi que celui du nombre de départs en direction de l'Europe s'intensifient,. Selon l'agence Frontex, 31 500 débarquent sur les côtes italiennes entre janvier et septembre 2013, contre environ 10 000 sur l'ensemble de l'année 2012,.
Les migrants interceptés en mer ou interpellés dans le pays sont placés dans des centres de détention, rapidement saturés. Face à l’afflux, d’autres centres sont ouverts dans divers bâtiments publics - notamment des écoles réaffectées en prisons - et confiés à la garde de groupes armés, souvent en lien avec des réseaux de passeurs.
En octobre 2013, la mission d'appui des Nations unies en Lybie publie un rapport sur les conditions de détention dans 30 centres répartis dans tout le pays. La torture y est décrite comme généralisée, et aurait causé la mort d'au moins 27 personnes.
À Tripoli, un centre est installé dans l’enceinte de l’ancien zoo, fermé depuis la révolution de 2011. En 2013, ce site est contrôlé par une milice affiliée au ministère de l’Intérieur. En 2015, il accueille plus de 800 migrants en attente de traversée vers l’Europe, dans des conditions qualifiées de critiques,,. En 2025, un lieu de sépulture contenant les corps de plusieurs migrants y aurait été découvert, selon l’ONU.
En 2015, 17 centres de détention officiels seraient actifs en Libye. Un centre géré par le Gouvernement d’union nationale à Tripoli compterait à lui seul plus  de 20 000 détenus. Parallèlement, l’Organisation mondiale contre la torture indique avoir connaissance d’une vingtaine de centres officieux.
En 2016, l'ONG Amnesty International rapporte qu'au moins 3 500 migrants ont été interceptés en mer par les garde-côtes libyens entre le 22 et le 28 mai 2016 avant d'être placés dans des centres de détention.
Toujours en 2016, cinq centres de détention sont fermés dans le pays

### Accord avec l'Union européenne et visibilité croissante des centres à l'international (après 2017)
Le 2 février 2017, la Libye et l'Italie signent un accord bilatéral sur les migrations soutenu par l'Union européenne, qui se traduit par un renforcement des capacités des garde-côtes libyens pour intercepter les embarcations de migrants en mer,,. De fait, les migrants interceptés en mer - y compris à proximité des côtes européennes - sont ramenés en Libye, où ils sont placés en détention. L'année suivante, en mai 2018, l'Italie transfère la responsabilité des missions de sauvetage en mer aux garde-côtes libyens, afin de limiter l'arrivée des migrants sur le sol européen.
Parallèlement, en avril 2017, l'Organisation internationale pour les migrations (OIM) alerte sur le nombre croissant de migrants en transit par la Libye retenus de force dans des domiciles avant d'être vendus sur des « marchés aux esclaves », organisés dans des garages et des parkings, notamment à Sabha, dans le sud du pays. Ces personnes sont ensuite contraintes de travailler sans rémunération, notamment dans les secteurs de l’agriculture et de la construction. Les femmes, quant à elles, sont victimes de viols et de prostitution forcée.
En novembre 2017, la chaîne de télévision américaine CNN diffuse une vidéo montrant une vente aux enchères de migrants près de Tripoli. Selon les informations recueillies par le média, de telles ventes se dérouleraient une ou deux fois par mois.
En réaction, le Haut Commissaire des Nations unies aux droits humains, Zeid Ra’ad Al-Hussein, dénonce la détérioration des conditions de migrants en Libye, qualifiant d'« inhumaine » la coopération de l'Union européenne avec les autorités libyennes.
En juillet 2019, un centre de détention de migrants situé près de Tripoli est touché par un bombardement. Le mois suivant, en août 2019, le ministre libyen de l'Intérieur, Fathi Bashagha, annonce la fermeture de trois des plus grands centres de détention du pays, situés à Mirata, Tajoura et Khoms.
À partir d'avril 2023, dans un contexte de pression croissante de l'Union européenne et de ses États membres pour endiguer les migrations en Méditerranée, les services de sécurité libyens procèdent à des arrestations massives et à des expulsions collectives de milliers de personnes, y compris de migrants titulaires de visas valides.

### Enquêtes et découvertes sur les centres de détention (depuis 2020)
Dans les centres de Bir el-Ghanam et d'Assa, le Haut-Commissariat de l’ONU aux droits de l’homme confirme en 2024 « des cas de torture et de mauvais traitements, d’exécutions extrajudiciaires, de traite des êtres humains, de travail forcé, d’extorsion et d’autres formes de mauvais traitements ».
En mars 2024, l’Organisation internationale pour les migrations annonce la découverte d'une fosse commune contenant au moins 65 corps de migrants dans le sud-ouest de la Libye. En février 2025, 28 corps de migrants originaires d'Afrique subsaharienne sont retrouvés dans une fosse commune près d'un centre de détention « illégal » dans la région de Koufra. Ce centre, dans lequel 76 migrants sont détenus, est contrôlé par un réseau de trafiquants d’êtres humains. À la suite de cette découverte, trois hommes, dont deux étrangers, sont arrêtés dans le cadre d’une enquête portant sur un réseau de trafic de migrants.
Le 4 juin 2025, l'ONU réagit à la découverte d'instruments de torture et de charniers dans des centres de détention gérés par l'Appareil de soutien à la stabilité, une milice armée opérant à Tripoli.

## Cas documentés

### Localisation des centres
La plupart des centres de détention actifs entre 2000 et 2025 sont situés autour de la capitale Tripoli, sur la côte méditerranéenne et dans le Sud du pays. Ces centres sont souvent installés dans d’anciens bâtiments publics ou des structures réaffectées : anciennes prisons, entrepôts, fermes ou écoles. Parmi les anciens établissements pénitentiaires reconvertis figurent notamment les centres de détention d’Abu Salim et d’Ain Zara.
Le centre de détention Al-Mabani (signifiant « les bâtiments »), situé dans le quartier de Ghout Al-Shaal, à Tripoli, est installé dans un ancien entrepôt de stockage de matériaux de constructions. Une partie du zoo de Tripoli est, quant à elle, transformée en centre de détention pour migrants à partir de 2013 
En 2009, Human Rights Watch décrit le centre gouvernemental de Kouffra comme disposant d'une cour centrale et de six salles de détention d'une capacité de 100 places.

### Gestion des centres
Certain centres comme Bir el-Ghanam et Ghout el-Chaal, sont placés sous le contrôle du Service de la lutte contre l'immigration illégale (DCIM). D'autres, comme le centre de détention d'Assa, est géré par les gardes-frontières libyens, relevant du ministère de l'Intérieur.

### Conditions de détention
L'ONG Médecin sans frontières, qui a visité plusieurs de ces centres, les décrit comme étant surpeuplés. Dans certains cas, les personnes détenues ne disposeraient pas plus de 50 cm², contre les 3 m² recommandés par la Convention européenne des droits de l'homme. La ration alimentaire journalière moyenne y serait d’environ 800 calories, soit bien en deçà des 1 200 calories nécessaires à un jeune homme pour maintenir un état de santé minimal.
Entre janvier et juillet 2023, les équipes de Médecin sans frontières ont documenté 71 incidents violents survenus dans deux centres de détention, Abu Salim et Ain Zara, à la suite desquels les médecins ont constaté et soigné des fractures osseuses, des blessures aux bras et aux jambes, des hématomes ou encore des troubles de la vue.
En juin 2017, l'’Organisation internationale pour les migrations établit le profil de 13 centres de détention situés dans toute la Libye. Selon les chiffres de l'institution, les centres de Trig al Shook, Gharyan Al Hamra et Trig al Seka détiennent à eux seuls plus de 500 migrants. Selon l'étude, sept de ces centres proposent alors des services médicaux, neuf d'entre eux ne disposent pas de système de ventilation extérieur. Trois de ces centres, Benghazi al Wafiah, Salah al Din et Tobrouk, présentent un accès irrégulier à l'eau potable.
Selon Amnesty International, les agents gouvernementaux chargés de la surveillance des centres seraient, « directement impliqués dans les tortures et les autres mauvais traitements à l'encontre des réfugiés et des migrants ». L’ONG affirme que les violences physiques infligées ont pour but d’obtenir une rançon en échange de la libération des détenus. Ces gardiens feraient également un usage fréquent et excessif de la force, notamment lors de tentatives d’évasion.

## Chiffres et statistiques

### Nombre de centres
L’opacité entourant le nombre de centres de détention, qu’ils soient officiels ou non, rend leur recensement particulièrement difficile. Les estimations varient fortement selon les sources.
En février 2017, l'UNICEF indique que 34 centres de détention ont été recensés en Libye. 24 d'entres eux sont placés sous la supervision des services gouvernementaux, et peuvent accueillir chacun entre 4 000 et 7 000 détenus. Cependant, le nombre de centres de détention non officiels mis en place par des milices ou des groupes armés est inconnu.
Cette même année, l'UNICEF précise que la communauté internationale a accès à moins de la moitié des centres de détention placés sous contrôle gouvernemental.

### Nombre de personnes détenues
La majorité des hommes, femmes et enfants détenus dans les centres sont interceptés par les garde-côtes libyens alors qu’ils tentent de traverser la Méditerranée. D’autres sont arrêtés dans des circonstances diverses, notamment après avoir cherché à consulter un médecin à l’hôpital ou après avoir été enlevés dans la rue. Si une grande partie des personnes détenues se trouve en situation irrégulière en Libye, certaines disposent pourtant d’un statut légal.
En mars 2023, l'Organisation internationale pour les migrations estime à 5 000 le nombre de personnes détenues dans les centres officiels. Ce chiffre ne prend toutefois pas en compte le nombre de migrants détenus dans des sites clandestins,.
Selon les ONG, 20 000 migrants sont détenus en juin 2025 dans des centres de rétention en Libye. Le chiffre de 20 000 personnes est également donné par l'ONU à la mi-novembre 2017, contre 7 000 deux mois plus tôt.
Les personnes détenues sont majoritairement des jeunes hommes. L'UNICEF affirme en 2017 que 20 % des personnes captives des centres de détention sont des femmes et des filles de tous âge, dont des enfants.

### Nationalités
Les nationalités des personnes détenues varient d’un centre à l’autre, en fonction de la localisation géographique et de la proximité avec les routes migratoires empruntées. Par exemple, les Africains de l'Est (Érythréens notamment) sont le plus souvent détenus dans l'Est du pays. Ils sont par ailleurs davantage exposés à des pratiques d’extorsion, en raison de leur réputation de disposer de ressources financières plus importantes que les migrants originaires d’Afrique de l’Ouest.

## Cadre légal et responsabilité des autorités libyennes
En droit libyen, l’entrée et le séjour irréguliers sur le territoire constituent des infractions pénales, passibles de peines d’emprisonnement. Dans les faits, l’absence de contrôle judiciaire des procédures de détention et l’impunité dont jouissent les agents en charge des centres « favorisent l'institutionnalisation de la torture et des autres mauvais traitements dans les centres de détention » selon Amnesty International.
Certains acteurs humanitaires libyens accusent en juin 2025 le ministre de l'Intérieur à Tripoli de savoir « très bien ce qui se passe dans les centres de rétention, qu’il est censé gérer ».

#### Rapports d'ONG, de think tanks et d'institutions internationales
- (en) « Pushed Back, Pushed Around. Italy's Forced Return of Boat Migrants and Asylum Seekers, Libya's Mistreatment and Asylum Seekers »  [PDF], sur Human Rights Watch, 26 juin 2009 (consulté le 22 juillet 2025)
- (en) « Stemming the Flow. Abuses Against Migrants, Asylum Seekers and Refugees » , sur Human Rights Watch, 12 septembre 2006 (consulté le 19 juillet 2025)
- (en) Ali Alkhateeb, « Libyan Detention Centers. Libya’s Legal and Regulatory Framework on Migration »  [PDF], sur DiVA Portal, 2019 (consulté le 19 juillet 2025)
- (en) « A deadly journey for children. The Central Mediterranean Migration Route » , sur Unicef, février 2017 (consulté le 17 juillet 2025)
- « Les réseaux de passeurs en Libye »  [PDF], sur Office français de protection des réfugiés et apatrides, 30 novembre 2018 (consulté le 22 juillet 2025)
- (en) « No Escape from Hell. EU Policies Contribute to Abuse of Migrants in Libya » , sur Human Rights Watch, 21 janvier 2019 (consulté le 17 juillet 2019)
- (en) « Libya: ‘No one will look for you’: Forcibly returned from sea to abusive detention in Libya »  [PDF], sur Amnesty International, 15 juillet 2021 (consulté le 16 juillet 2025)
- « The Political Economy of Migrant Detention in Libya: Understanding the players and the business models »  [PDF], sur Global Initiative Against Transnational Organized Crime, avril 2019 (consulté le 17 juillet 2025)

#### Base de données
- (en) « Libya » , sur Global Detention Project (consulté le 23 juillet 2025)